# ديان (شخصية أنمي)
ديان من الشخصيات الرئيسية لأنمي و مانغا الخطايا السبع المميتة.
وهي تنمتي إلى جزيرة العمالقة فهي عملاقة
و المعروف عنهم ارتباطهم و صلتهم الوثيقة بالأرض
إضافة إلى صلابةِ و ضخامةِ أجسامهم و قدرتِهم على العيش لقرون وكنزها المقدس يسمى (مطرقة الحرب)
الخطيئة: الحسد | والرمز: الثعبان